# Championnat d'Europe féminin de rink hockey 2013
Navigation
Championnat d'Europe féminin 2011 Championnat d'Europe féminin 2015
Le championnat d'Europe de rink hockey féminin 2013 s'est déroulé du 17 au 21 décembre 2013. Initialement prévu du 9 au 14 septembre, il sera repoussé faute d'un nombre de participants suffisant. En effet, le règlement du CERH précise que 5 nations minimums doivent participer à un championnat européen. Malgré la présence de toujours 4 nations, le championnat a tout de même lieu. 

## Participants
- France
- Espagne
- Portugal
- Italie

## Première phase

### Première journée:17décembre2013
| Entraîneur : |
| Carlos Pires |

| Entraîneur :         |
| Giambattista Massari |

| Entraîneur : |
| Carlos Pires |

| Entraîneur :         |
| Giambattista Massari |

| Entraîneur :   |
| Stéphane Hérin |

| Entraîneur :  |
| Alberto Mazon |

| Entraîneur :   |
| Stéphane Hérin |

| Entraîneur :  |
| Alberto Mazon |

### Deuxième journée:18décembre2013
| Entraîneur :   |
| Stéphane Hérin |

| Entraîneur : |
| Carlos Pires |

| Entraîneur :   |
| Stéphane Hérin |

| Entraîneur : |
| Carlos Pires |

| Entraîneur :  |
| Alberto Mazon |

| Entraîneur :         |
| Giambattista Massari |

| Entraîneur :  |
| Alberto Mazon |

| Entraîneur :         |
| Giambattista Massari |

### Troisième journée:19décembre2013
| Entraîneur :   |
| Stéphane Hérin |

| Entraîneur :         |
| Giambattista Massari |

| Entraîneur :   |
| Stéphane Hérin |

| Entraîneur :         |
| Giambattista Massari |

| Entraîneur :  |
| Alberto Mazon |

| Entraîneur : |
| Carlos Pires |

| Entraîneur :  |
| Alberto Mazon |

| Entraîneur : |
| Carlos Pires |

### Classement première phase
| Rang | Équipe   | Pts | J | G | N | P | Bp | Bc | Diff |
| ---- | -------- | --- | - | - | - | - | -- | -- | ---- |
| 1    | Portugal | 9   | 3 | 3 | 0 | 0 | 19 | 8  | +11  |
| 2    | Espagne  | 6   | 3 | 2 | 0 | 1 | 12 | 4  | +8   |
| 3    | Italie   | 3   | 3 | 1 | 0 | 2 | 5  | 13 | -8   |
| 4    | France   | 0   | 3 | 0 | 0 | 3 | 4  | 15 | -11  |

## Phase finale
Le 4e de la première phase rencontre le 1er, tandis que les 2e et 3e s'affrontent.
|  | Demi-Finales | Demi-Finales |          |   | Finale | Finale |
|  | Demi-Finales | Demi-Finales |          |   | Finale | Finale |
|  |              |              |          |   |        |        |
|  |              |              |          |   |        |        |
|  |              |              |          |   |        |        |
|  | Italie       | 1            |          |   |        |        |
|  | Italie       | 1            |          |   |        |        |
|  | Espagne      | 4            |          |   |        |        |
|  | Espagne      | 4            | Espagne  | 7 |        |        |
|  |              |              | Espagne  | 7 |        |        |
|  |              | Portugal     | 0        |   |        |        |
|  | France       | Portugal     | 0        | 1 |        |        |
|  | France       |              |          | 1 |        |        |
|  | Portugal     | 7            |          |   |        |        |
|  | Portugal     | 7            | 3e place |   |        |        |
|  |              |              |          |   |        |        |
|  |              |              |          |   |        |        |
|  |              |              |          |   |        |        |
|  | Italie       | 5            |          |   |        |        |
|  | Italie       | 5            |          |   |        |        |
|  | France       | 0            |          |   |        |        |
|  | France       | 0            |          |   |        |        |

### Détail des matchs
| Entraîneur :  |
| Alberto Mazon |

| Entraîneur :         |
| Giambattista Massari |

| Entraîneur :  |
| Alberto Mazon |

| Entraîneur :         |
| Giambattista Massari |

| Entraîneur : |
| Carlos Pires |

| Entraîneur :   |
| Stéphane Hérin |

| Entraîneur : |
| Carlos Pires |

| Entraîneur :   |
| Stéphane Hérin |

| Entraîneur :   |
| Stéphane Hérin |

| Entraîneur :         |
| Giambattista Massari |

| Entraîneur :   |
| Stéphane Hérin |

| Entraîneur :         |
| Giambattista Massari |

| Entraîneur : |
| Carlos Pires |

| Entraîneur :  |
| Alberto Mazon |

| Entraîneur : |
| Carlos Pires |

| Entraîneur :  |
| Alberto Mazon |

## Classement final
| Champion d'Europe 2013 de rink hockey féminin |
| --------------------------------------------- |
| Espagne Quatrième titre                       |

| Place    |
| -------- |
| Espagne  |
| Portugal |
| Italie   |
| 4 France |

## Meilleures buteuses
| # | Joueur           | Sélection | Buts |
| - | ---------------- | --------- | ---- |
| 1 | Marlene Sousa    | Portugal  | 6    |
| 2 | Natasha Lee      | Espagne   | 5    |
| - | Maria Diez       | Espagne   | 5    |
| - | Ruta Lopes       | Portugal  | 5    |
| - | Rita Lopes       | Portugal  | 5    |
| - | Elena Tamiozzo   | Italie    | 5    |
| 7 | Laura Puigdeta   | Espagne   | 4    |
| - | Anna Casarramona | Espagne   | 4    |
| - | Ana Catarina     | Portugal  | 4    |